# فورلیوس
فورلیوس (نام علمی: Forelius) نام یک سرده از تیره مورچه است.